# Casa Martell

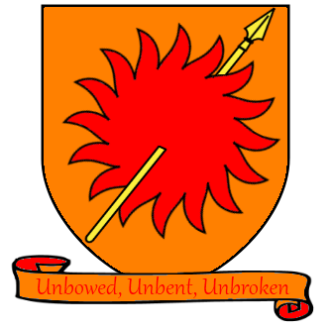
Indoblegable, insometible, inquebrantable (interpretación libre)

La Casa Nymeros Martell, usualmente solo llamada Casa Martell, es una familia noble ficticia de la saga de novelas Canción de hielo y fuego del escritor estadounidense George R. R. Martin. La Casa Martell es la gobernante en el territorio de Dorne. Su asentamiento es Lanza del Sol; su blasón es un sol rojo atravesado por una lanza dorada y su lema es: «Nunca doblegado, nunca roto». En los libros, la Casa Martell logra su poderío de Dorne gracias a las fuerzas de los Rhoynar, tras la llegada de la princesa Nymeria. Por ende la palabra Nymeros puesto en su nombre significa «de la línea de Nymeria». 
Diferenciándose de las otras casas, el título de gobernantes de la casa es «príncipe» o «princesa» dependiendo del sexo, y la herencia de la casa primoriza la primogénito encima del ser varón o mujer. En los libros, el actual gobernante de la casa es Doran Martell y su heredera es su primogénita Arianne Martell. En la serie Game of Thrones, el gobierno termina en manos de un príncipe Martell sin nombre.  

## Historia
El origen de la Casa Martell se remonta a una época anterior a la llegada de la princesa Nymeria de los Rhoynar. Los Martell eran una casa que controlaban un pequeño reino desde la ciudad de Lanza del Sol, pero cuando Nymeria desembarcó en Dorne, el rey Mors Martell se casó con ella y juntos dominaron a los demás reinos de Dorne. Mors Martell adoptó el título de "príncipe" reemplazando al de rey, al igual que otras costumbres de los Rhoynar, como dar preferencia al primogénito en términos de sucesión sobre los demás, ya sea varón o mujer. 
Con el tiempo, y debido a la influencia de los Ándalos, Dorne acabó adoptando la Fe de los Siete en reemplazo de las antiguas costumbres de los Rhoynar, aunque un pequeño grupo de dornienses se asentó en el río Sangreverde, haciéndose llamar los «Huérfanos del Sangreverde» y conservando las tradiciones Rhoynar pero manteniendo su lealtad a la Casa Martell. Dorne continuó siendo uno de los Siete Reinos de Poniente, y mantuvo enfrentamientos continuos contra los reyes de El Dominio y los Reyes Tormenta en las Marcas de Dorne.
Cuando Aegon Targaryen desembarcó en Poniente, todos los reinos sucumbieron ante sus ejércitos y sus dragones, pero no Dorne. La hermana-esposa de Aegon, Rhaenys, lideró a las huestes Targaryen en su marcha hacia Dorne, pero los dornienses aprendieron de los errores cometidos por los demás reinos y practicaron una guerra de guerrillas contra los ejércitos Targaryen. Rhaenys acudió a Lanza del Sol a exigir a la princesa Meria Martell, una anciana de 80 años, la rendición, pero la princesa se negó, comenzando la Primera Guerra Dorniense. Rhaenys murió junto a su dragón luchando en Dorne,  trayendo la ira de Aegon a Dorne. Sin poder doblegar al reino, Aegon terminó reconociendo la independencia de los dornienses del Trono de Hierro, siendo el único de los reinos de Poniente que conservó su independencia del dominio Targaryen.
150 años después de la llegada de Aegon, el rey Daeron I Targaryen logra finalmente conquistar Dorne en una ofensiva relámpago. Daeron dejó al Lord Tyrell como gobernador de Dorne, pero este murió en una emboscada y los dornienses se rebelaron contra el dominio Targaryen. En tan solo 15 días, el rey Daeron murió luchando contra Dorne y éstos conseguían de nuevo la independencia. La unión entre el Trono de Hierro y Dorne no se produjo hasta varios años después, cuando el rey Daeron II Targaryen se casó con la princesa Myriah Martell, a la vez que la princesa Daenerys Targaryen (hermana de Daeron) se casaba con el príncipe Maron Martell. Desde entonces, los Martell juraron lealtad al Trono de Hierro aunque conservando su título de príncipes de Dorne.
Cuando estalla la Rebelión de Robert, los Martell se ponen de parte del rey Aerys II Targaryen debido a que el príncipe Rhaegar Targaryen estaba casado con Elia, la hija de la princesa de Dorne. Los dornienses aportaron una gran cantidad de hombres a los Targaryen para la Batalla del Tridente, donde los realistas fueron derrotados y donde murió el príncipe Lewyn Martell, miembro de la Guardia Real. Posteriormente, durante el saqueo de Desembarco del Rey, la princesa Elia y sus dos hijos eran brutalmente asesinados por hombres de Tywin Lannister. Tras la muerte de Aerys y el ascenso de Robert Baratheon, los Martell, ahora liderados por el príncipe Doran, juran lealtad al nuevo rey, pese a que el príncipe Oberyn Martell pretendía continuar la guerra apoyando a Viserys Targaryen, el hijo exiliado del difunto Aerys. Tras el conflicto, los Martell prefirieron mantenerse alejados de la corte de Desembarco del Rey, y en Dorne aún se guarda un gran resentimiento por la muerte de Elia y sus hijos.
Cuando se produce la muerte de Robert Baratheon, muchos contemplan que los Martell podrían apoyar a Renly Baratheon, pero los Martell deciden mantenerse neutrales y no toman parte en la Guerra de los Cinco Reyes. Por otra parte, Tyrion Lannister, Mano del Rey en funciones de Joffrey I Baratheon, logra pactar con los Martell el matrimonio de la princesa Myrcella Baratheon con el príncipe Trystane, hijo de Doran, de esa manera todos asumen que los Martell han decidido ponerse de parte del Trono de Hierro.
El príncipe Oberyn llega a Desembarco del Rey para asumir un puesto en el Consejo Privado que los Lannister habían prometido a los Martell. Oberyn está dispuesto a vengarse de Tywin Lannister por el asesinato de Elia y sus hijos, y durante el juicio contra Tyrion por el asesinato del rey Joffrey, Oberyn se presenta como campeón de Tyrion, luchando y muriendo en combate contra Ser Gregor Clegane. La muerte de Oberyn agita los ánimos en Dorne, cuyos habitantes exigen declararle la guerra al Trono de Hierro. El príncipe Doran opta por la prudencia y encierra a su hija Arianne y a las Serpientes de Arena para evitar que causaran una revuelta y que Arianne coronara a Myrcella como Reina de los Siete Reinos.
El príncipe Doran diseña un plan contra los Lannister, envía a su hijo Quentyn a Essos para que se case con Daenerys Targaryen y así sumar sus fuerzas contra el Trono de Hierro, por otra parte, envía a las Serpientes de Arena rumbo a Desembarco del Rey, y a la princesa Arianne a entrevistarse con el misterioso Aegon Targaryen.

### Adaptación televisiva
Las diferencias entre los libros de Canción de hielo y fuego y su versión televisiva, Game of Thrones, sobre la historia de la Casa Martell comienza desde la descendencia del príncipe Doran. En la serie televisiva, Doran solo cuenta con un hijo, el príncipe Trystane, omitiendo a Quentyn y Arianne, dándole la mayor parte de la historia de esta última a Ellaria Arena, personaje menor en los libros. Tras la muerte del príncipe Oberyn en el juicio por combate en apoyo a Tyrion Lannister, Ellaria juntos a las hijas bastardas de Oberyn insisten a Doran en ir en contra de la Casa Lannister, aunque este se abstiene a acatar sus pedidos. Cuando Myrcella se compromete con Trystane, Ellaria y las Serpientes de Arena planean asesinarlas, pero Doran descubre su plan y las detiene.
Ellaria y sus hijas consiguen una última oportunidad de Doran, permitiéndoles seguir con vida. Aunque prometiendo no hacer daño a Myrcella, Ellaria traiciona a Doran y envenena con sus labios a Myrcella antes de que esta regrese a Desembarco del Rey. Tras conseguir el apoyo dorniense, las Arenas, Obara y Nymeria, asesinan a Trystane, mientras Ellaria apuñala Doran, tomando el manto de Dorne. Tras la inminente llegada de Daenerys Targaryen a Poniente, Ellaria recibe la visita de Varys para unirse a las fuerzas Targaryen, a lo que ella dispone las tropas de la Casa Martell a la reina. Al mismo tiempo, convence a Olenna Tyrell de seguir su ejemplo.
Estallando la Guerra de las Dos Reinas, Ellaria insiste en atacar Desembarco del Rey con las tropas con las que cuenta Daenerys. Ella y su mano, Tyrion, rechazan arrasar con la capital de tal forma, y comienzan un plan para que solo las tropas dornienses y Tyrell tomen Desembarco del Rey. Ellaria viaja con las naves de Yara Greyjoy para juntar sus tropas, pero son emboscados por las naves de Euron Greyjoy, quien asesina a dos de las hijas de Ellaria, y secuestra a esta con su única vástaga viva. Llevadas ante la reina Cersei Lannister, Ellaria y Tyene son encadenadas en diferentes paredes de un calabozo, donde Cersei envenena a muerte a Tyene como Ellaria había hecho con Myrcella. Tyene muere a los ojos de Ellaria, quien posiblemente también fallece en la Destrucción de Desembarco del Rey.
Tras la caída de las Arenas, un nuevo príncipe Martell recupera en dominio de Dorne y le jura lealtad a la Reina Daenerys. Tras la victoria de Daenerys, y su seguida muerte a manos de Jon Nieve, el príncipe Martell asiste al consejo real donde se decide el futuro del reino y la condena de Tyrion. Martell apoya la decisión de poner a Bran Stark como rey de los seis reinos, mientras Sansa Stark¨se convierte en reina del Norte y Tyrion en mano del rey.

## Árbol genealógico
|          |          |          |          |          |          |  |  | Loreza Martell     | Loreza Martell     | Loreza Martell     | Loreza Martell     | Loreza Martell     | Loreza Martell     |  |  |      |      |      |      |      |      |  |  |        |        |        |        |        |        |  |  |         |         | Lewyn Martell | Lewyn Martell | Lewyn Martell | Lewyn Martell | Lewyn Martell | Lewyn Martell |                   |                   |                   |                   |                   |                   |  |  |                |                |                |                |                |                |  |  |                         |                         |                         |                         |                         |                         |  |  |               |               |               |               |               |               |  |  |  |  |  |  |  |  |  |  |  |  |  |  |  |  |  |  |  |  |  |  |  |  |  |  |  |  |  |  |  |  |  |  |  |  |  |  |  |  |  |  |  |  |  |  |  |  |  |  |  |  |  |  |  |  |
|          |          |          |          |          |          |  |  | Loreza Martell     | Loreza Martell     | Loreza Martell     | Loreza Martell     | Loreza Martell     | Loreza Martell     |  |  |      |      |      |      |      |      |  |  |        |        |        |        |        |        |  |  |         |         | Lewyn Martell | Lewyn Martell | Lewyn Martell | Lewyn Martell | Lewyn Martell | Lewyn Martell |                   |                   |                   |                   |                   |                   |  |  |                |                |                |                |                |                |  |  |                         |                         |                         |                         |                         |                         |  |  |               |               |               |               |               |               |  |  |  |  |  |  |  |  |  |  |  |  |  |  |  |  |  |  |  |  |  |  |  |  |  |  |  |  |  |  |  |  |  |  |  |  |  |  |  |  |  |  |  |  |  |  |  |  |  |  |  |  |  |  |  |  |
|          |          |          |          |          |          |  |  |                    |                    |                    |                    |                    |                    |  |  |      |      |      |      |      |      |  |  |        |        |        |        |        |        |  |  |         |         |               |               |               |               |               |               |                   |                   |                   |                   |                   |                   |  |  |                |                |                |                |                |                |  |  |                         |                         |                         |                         |                         |                         |  |  |               |               |               |               |               |               |  |  |  |  |  |  |  |  |  |  |  |  |  |  |  |  |  |  |  |  |  |  |  |  |  |  |  |  |  |  |  |  |  |  |  |  |  |  |  |  |  |  |  |  |  |  |  |  |  |  |  |  |  |  |  |  |
|          |          |          |          |          |          |  |  |                    |                    |                    |                    |                    |                    |  |  |      |      |      |      |      |      |  |  |        |        |        |        |        |        |  |  |         |         |               |               |               |               |               |               |                   |                   |                   |                   |                   |                   |  |  |                |                |                |                |                |                |  |  |                         |                         |                         |                         |                         |                         |  |  |               |               |               |               |               |               |  |  |  |  |  |  |  |  |  |  |  |  |  |  |  |  |  |  |  |  |  |  |  |  |  |  |  |  |  |  |  |  |  |  |  |  |  |  |  |  |  |  |  |  |  |  |  |  |  |  |  |  |  |  |  |  |
| Doran    | Doran    | Doran    | Doran    | Doran    | Doran    |  |  | Mellario de Norvos | Mellario de Norvos | Mellario de Norvos | Mellario de Norvos | Mellario de Norvos | Mellario de Norvos |  |  | Mors | Mors | Mors | Mors | Mors | Mors |  |  | Olyvar | Olyvar | Olyvar | Olyvar | Olyvar | Olyvar |  |  | Elia    | Elia    | Elia          | Elia          | Elia          | Elia          |               |               | Rhaegar Targaryen | Rhaegar Targaryen | Rhaegar Targaryen | Rhaegar Targaryen | Rhaegar Targaryen | Rhaegar Targaryen |  |  | Varias mujeres | Varias mujeres | Varias mujeres | Varias mujeres | Varias mujeres | Varias mujeres |  |  | Oberyn 'la Víbora Roja' | Oberyn 'la Víbora Roja' | Oberyn 'la Víbora Roja' | Oberyn 'la Víbora Roja' | Oberyn 'la Víbora Roja' | Oberyn 'la Víbora Roja' |  |  | Ellaria Arena | Ellaria Arena | Ellaria Arena | Ellaria Arena | Ellaria Arena | Ellaria Arena |  |  |  |  |  |  |  |  |  |  |  |  |  |  |  |  |  |  |  |  |  |  |  |  |  |  |  |  |  |  |  |  |  |  |  |  |  |  |  |  |  |  |  |  |  |  |  |  |  |  |  |  |  |  |  |  |
| Doran    | Doran    | Doran    | Doran    | Doran    | Doran    |  |  | Mellario de Norvos | Mellario de Norvos | Mellario de Norvos | Mellario de Norvos | Mellario de Norvos | Mellario de Norvos |  |  | Mors | Mors | Mors | Mors | Mors | Mors |  |  | Olyvar | Olyvar | Olyvar | Olyvar | Olyvar | Olyvar |  |  | Elia    | Elia    | Elia          | Elia          | Elia          | Elia          |               |               | Rhaegar Targaryen | Rhaegar Targaryen | Rhaegar Targaryen | Rhaegar Targaryen | Rhaegar Targaryen | Rhaegar Targaryen |  |  | Varias mujeres | Varias mujeres | Varias mujeres | Varias mujeres | Varias mujeres | Varias mujeres |  |  | Oberyn 'la Víbora Roja' | Oberyn 'la Víbora Roja' | Oberyn 'la Víbora Roja' | Oberyn 'la Víbora Roja' | Oberyn 'la Víbora Roja' | Oberyn 'la Víbora Roja' |  |  | Ellaria Arena | Ellaria Arena | Ellaria Arena | Ellaria Arena | Ellaria Arena | Ellaria Arena |  |  |  |  |  |  |  |  |  |  |  |  |  |  |  |  |  |  |  |  |  |  |  |  |  |  |  |  |  |  |  |  |  |  |  |  |  |  |  |  |  |  |  |  |  |  |  |  |  |  |  |  |  |  |  |  |
|          |          |          |          |          |          |  |  |                    |                    |                    |                    |                    |                    |  |  |      |      |      |      |      |      |  |  |        |        |        |        |        |        |  |  |         |         |               |               |               |               |               |               |                   |                   |                   |                   |                   |                   |  |  |                |                |                |                |                |                |  |  |                         |                         |                         |                         |                         |                         |  |  |               |               |               |               |               |               |  |  |  |  |  |  |  |  |  |  |  |  |  |  |  |  |  |  |  |  |  |  |  |  |  |  |  |  |  |  |  |  |  |  |  |  |  |  |  |  |  |  |  |  |  |  |  |  |  |  |  |  |  |  |  |  |
| Arianne  | Arianne  | Arianne  | Arianne  | Arianne  | Arianne  |  |  |                    |                    |                    |                    |                    |                    |  |  |      |      |      |      |      |      |  |  |        |        |        |        |        |        |  |  | Rhaenys | Rhaenys | Rhaenys       | Rhaenys       | Rhaenys       | Rhaenys       |               |               |                   |                   |                   |                   |                   |                   |  |  | Obara Arena    | Obara Arena    | Obara Arena    | Obara Arena    | Obara Arena    | Obara Arena    |  |  |                         |                         |                         |                         |                         |                         |  |  | Loreza Arena  | Loreza Arena  | Loreza Arena  | Loreza Arena  | Loreza Arena  | Loreza Arena  |  |  |  |  |  |  |  |  |  |  |  |  |  |  |  |  |  |  |  |  |  |  |  |  |  |  |  |  |  |  |  |  |  |  |  |  |  |  |  |  |  |  |  |  |  |  |  |  |  |  |  |  |  |  |  |  |
| Arianne  | Arianne  | Arianne  | Arianne  | Arianne  | Arianne  |  |  |                    |                    |                    |                    |                    |                    |  |  |      |      |      |      |      |      |  |  |        |        |        |        |        |        |  |  | Rhaenys | Rhaenys | Rhaenys       | Rhaenys       | Rhaenys       | Rhaenys       |               |               |                   |                   |                   |                   |                   |                   |  |  | Obara Arena    | Obara Arena    | Obara Arena    | Obara Arena    | Obara Arena    | Obara Arena    |  |  |                         |                         |                         |                         |                         |                         |  |  | Loreza Arena  | Loreza Arena  | Loreza Arena  | Loreza Arena  | Loreza Arena  | Loreza Arena  |  |  |  |  |  |  |  |  |  |  |  |  |  |  |  |  |  |  |  |  |  |  |  |  |  |  |  |  |  |  |  |  |  |  |  |  |  |  |  |  |  |  |  |  |  |  |  |  |  |  |  |  |  |  |  |  |
|          |          |          |          |          |          |  |  |                    |                    |                    |                    |                    |                    |  |  |      |      |      |      |      |      |  |  |        |        |        |        |        |        |  |  |         |         |               |               |               |               |               |               |                   |                   |                   |                   |                   |                   |  |  |                |                |                |                |                |                |  |  |                         |                         |                         |                         |                         |                         |  |  |               |               |               |               |               |               |  |  |  |  |  |  |  |  |  |  |  |  |  |  |  |  |  |  |  |  |  |  |  |  |  |  |  |  |  |  |  |  |  |  |  |  |  |  |  |  |  |  |  |  |  |  |  |  |  |  |  |  |  |  |  |  |
| Quentyn  | Quentyn  | Quentyn  | Quentyn  | Quentyn  | Quentyn  |  |  |                    |                    |                    |                    |                    |                    |  |  |      |      |      |      |      |      |  |  |        |        |        |        |        |        |  |  | Aegon   | Aegon   | Aegon         | Aegon         | Aegon         | Aegon         |               |               |                   |                   |                   |                   |                   |                   |  |  | Nymeria Arena  | Nymeria Arena  | Nymeria Arena  | Nymeria Arena  | Nymeria Arena  | Nymeria Arena  |  |  |                         |                         |                         |                         |                         |                         |  |  | Obella Arena  | Obella Arena  | Obella Arena  | Obella Arena  | Obella Arena  | Obella Arena  |  |  |  |  |  |  |  |  |  |  |  |  |  |  |  |  |  |  |  |  |  |  |  |  |  |  |  |  |  |  |  |  |  |  |  |  |  |  |  |  |  |  |  |  |  |  |  |  |  |  |  |  |  |  |  |  |
| Quentyn  | Quentyn  | Quentyn  | Quentyn  | Quentyn  | Quentyn  |  |  |                    |                    |                    |                    |                    |                    |  |  |      |      |      |      |      |      |  |  |        |        |        |        |        |        |  |  | Aegon   | Aegon   | Aegon         | Aegon         | Aegon         | Aegon         |               |               |                   |                   |                   |                   |                   |                   |  |  | Nymeria Arena  | Nymeria Arena  | Nymeria Arena  | Nymeria Arena  | Nymeria Arena  | Nymeria Arena  |  |  |                         |                         |                         |                         |                         |                         |  |  | Obella Arena  | Obella Arena  | Obella Arena  | Obella Arena  | Obella Arena  | Obella Arena  |  |  |  |  |  |  |  |  |  |  |  |  |  |  |  |  |  |  |  |  |  |  |  |  |  |  |  |  |  |  |  |  |  |  |  |  |  |  |  |  |  |  |  |  |  |  |  |  |  |  |  |  |  |  |  |  |
|          |          |          |          |          |          |  |  |                    |                    |                    |                    |                    |                    |  |  |      |      |      |      |      |      |  |  |        |        |        |        |        |        |  |  |         |         |               |               |               |               |               |               |                   |                   |                   |                   |                   |                   |  |  |                |                |                |                |                |                |  |  |                         |                         |                         |                         |                         |                         |  |  |               |               |               |               |               |               |  |  |  |  |  |  |  |  |  |  |  |  |  |  |  |  |  |  |  |  |  |  |  |  |  |  |  |  |  |  |  |  |  |  |  |  |  |  |  |  |  |  |  |  |  |  |  |  |  |  |  |  |  |  |  |  |
| Trystane | Trystane | Trystane | Trystane | Trystane | Trystane |  |  |                    |                    |                    |                    |                    |                    |  |  |      |      |      |      |      |      |  |  |        |        |        |        |        |        |  |  |         |         |               |               |               |               |               |               |                   |                   |                   |                   |                   |                   |  |  | Tyene Arena    | Tyene Arena    | Tyene Arena    | Tyene Arena    | Tyene Arena    | Tyene Arena    |  |  |                         |                         |                         |                         |                         |                         |  |  | Dorea Arena   | Dorea Arena   | Dorea Arena   | Dorea Arena   | Dorea Arena   | Dorea Arena   |  |  |  |  |  |  |  |  |  |  |  |  |  |  |  |  |  |  |  |  |  |  |  |  |  |  |  |  |  |  |  |  |  |  |  |  |  |  |  |  |  |  |  |  |  |  |  |  |  |  |  |  |  |  |  |  |
| Trystane | Trystane | Trystane | Trystane | Trystane | Trystane |  |  |                    |                    |                    |                    |                    |                    |  |  |      |      |      |      |      |      |  |  |        |        |        |        |        |        |  |  |         |         |               |               |               |               |               |               |                   |                   |                   |                   |                   |                   |  |  | Tyene Arena    | Tyene Arena    | Tyene Arena    | Tyene Arena    | Tyene Arena    | Tyene Arena    |  |  |                         |                         |                         |                         |                         |                         |  |  | Dorea Arena   | Dorea Arena   | Dorea Arena   | Dorea Arena   | Dorea Arena   | Dorea Arena   |  |  |  |  |  |  |  |  |  |  |  |  |  |  |  |  |  |  |  |  |  |  |  |  |  |  |  |  |  |  |  |  |  |  |  |  |  |  |  |  |  |  |  |  |  |  |  |  |  |  |  |  |  |  |  |  |
|          |          |          |          |          |          |  |  |                    |                    |                    |                    |                    |                    |  |  |      |      |      |      |      |      |  |  |        |        |        |        |        |        |  |  |         |         |               |               |               |               |               |               |                   |                   |                   |                   |                   |                   |  |  |                |                |                |                |                |                |  |  |                         |                         |                         |                         |                         |                         |  |  |               |               |               |               |               |               |  |  |  |  |  |  |  |  |  |  |  |  |  |  |  |  |  |  |  |  |  |  |  |  |  |  |  |  |  |  |  |  |  |  |  |  |  |  |  |  |  |  |  |  |  |  |  |  |  |  |  |  |  |  |  |  |
|          |          |          |          |          |          |  |  |                    |                    |                    |                    |                    |                    |  |  |      |      |      |      |      |      |  |  |        |        |        |        |        |        |  |  |         |         |               |               |               |               |               |               |                   |                   |                   |                   |                   |                   |  |  | Sarella Arena  | Sarella Arena  | Sarella Arena  | Sarella Arena  | Sarella Arena  | Sarella Arena  |  |  |                         |                         |                         |                         |                         |                         |  |  | Elia Arena    | Elia Arena    | Elia Arena    | Elia Arena    | Elia Arena    | Elia Arena    |  |  |  |  |  |  |  |  |  |  |  |  |  |  |  |  |  |  |  |  |  |  |  |  |  |  |  |  |  |  |  |  |  |  |  |  |  |  |  |  |  |  |  |  |  |  |  |  |  |  |  |  |  |  |  |  |
|          |          |          |          |          |          |  |  |                    |                    |                    |                    |                    |                    |  |  |      |      |      |      |      |      |  |  |        |        |        |        |        |        |  |  |         |         |               |               |               |               |               |               |                   |                   |                   |                   |                   |                   |  |  | Sarella Arena  | Sarella Arena  | Sarella Arena  | Sarella Arena  | Sarella Arena  | Sarella Arena  |  |  |                         |                         |                         |                         |                         |                         |  |  | Elia Arena    | Elia Arena    | Elia Arena    | Elia Arena    | Elia Arena    | Elia Arena    |  |  |  |  |  |  |  |  |  |  |  |  |  |  |  |  |  |  |  |  |  |  |  |  |  |  |  |  |  |  |  |  |  |  |  |  |  |  |  |  |  |  |  |  |  |  |  |  |  |  |  |  |  |  |  |  |

## Miembros actuales

### Doran Martell
El príncipe Doran Nymeros Martell es el cabeza de la Casa Martell, Señor de Lanza del Sol y príncipe de Dorne. Doran es el actual gobernante de Dorne desde la muerte de su padre al final de la Rebelión de Robert. Es un hombre de alrededor de 50 años, definido como prudente, reflexivo y cortés. Sufre de fuertes ataques de gota en sus extremidades, hasta el punto de que éstas se ven deformadas y le causa graves dolores.
Doran nació el año 248 AL, siendo el primogénito de la princesa Martell, aunque los nombres de sus padres no son mencionados. Doran creció como hijo único debido a que dos de sus hermanos, Mors y Olyvar, murieron a corta edad y sus dos hermanos supervivientes, Elia y Oberyn, nacieron mucho después de él. Doran creció como alguien introvertido y apacible, y en su juventud fue escudero del señor de la Casa Gargalen. Años después realizó viajes por las Ciudades Libres, conociendo en la ciudad de Norvos a la que sería su esposa, Mellario. En contra de las costumbres de la nobleza, el matrimonio de Doran fue por amor y ambos tuvieron tres hijos: Arianne, Quentyn y Trystane, pero su matrimonio no fue feliz, ya que Mellario no pudo acostumbrarse a las costumbres de Poniente, y después de que Doran enviara a Quentyn como pupilo de Lord Yronwood, Mellario regresó a Norvos.
Después del estallido de la Rebelión de Robert, Doran asumió el mando de la Casa Martell, y tras la proclamación como rey de Robert Baratheon, Doran le juró fidelidad tras negociar con Jon Arryn, la nueva Mano del Rey, pese a que su hermano Oberyn quería continuar el conflicto apoyando a Viserys Targaryen. Aunque ambos aparentaron firmar la paz con el Trono de Hierro, Doran y Oberyn maniobraron en secreto para la restauración de la Casa Targaryen y el fin de los Lannister; con tal motivo, Doran y Oberyn firmaron un pacto secreto con el pequeño Viserys por el cual Doran comprometía a su hija Arianne con él y le aseguraba el apoyo de Dorne en una posible guerra por el Trono de Hierro.
Al inicio de la saga, Doran permanece recluido en los Jardines del Agua, retirado del gobierno de Dorne y de sus cortesanos para evitar mostrar su debilidad debido a la gota. Pese a todo, pacta con Tyrion Lannister, Mano del Rey en funciones del rey Joffrey Baratheon, el matrimonio de la princesa Myrcella Baratheon y de su hijo Trystane. Además, los Lannister le aseguraban un asiento en el Consejo Privado del rey.
Muy débil para viajar a Desembarco del Rey, Doran envía a su hermano Oberyn a ocupar su lugar en el asiento del Consejo. Pero Oberyn muere en un juicio por combate, y Doran rehúsa las peticiones de su hija y de las Serpientes de Arena para entrar en guerra con el Trono de Hierro. Decidido a asumir el gobierno personalmente, Doran regresa a Lanza del Sol y ordena encerrar a su hija y a las Serpientes de Arena cuando la primera pretendió coronar a la princesa Myrcella y las segundas querían agitar al pueblo para que se alzara en rebelión. Posteriormente, Doran le revela a Arianne que desde el principio estuvo trabajando en la caída de Tywin Lannister y que su plan maestro consiste en casar a Quentyn con Daenerys Targaryen, y así obtener el apoyo de sus dragones y sus huestes.
Doran recibe en Lanza del Sol a Balon Swann, miembro de la Guardia Real y que ha llegado para entregar el cráneo de Ser Gregor Clegane, asesino de Elia y sus hijos durante el saqueo de Desembarco del Rey, y para ofrecer un viaje a la capital a la princesa Myrcella y a Trystane y para que Doran ocupe su asiento el Consejo Privado. Doran le revela a su hija y a las Serpientes de Arena que durante ese viaje, una partida contratada por la reina Cersei les atacará para matar a Trystane y Ser Balon afirmará ser obra de Tyrion Lannister.

### Quentyn Martell
El príncipe Quentyn Nymeros Martell fue el segundo hijo de Doran Martell, príncipe gobernante de Dorne, y de su esposa Mellario de Norvos. Posee capítulos en el único volumen en el que hace aparición, Danza de dragones. En la adaptación televisiva, Game of Thrones, el personaje de Quentyn es omitido.
Siendo niño, Quentyn fue enviado como pupilo de Lord Anders Yronwood para arreglar la situación con la Casa Yronwood después de que su tío Oberyn Martell causara la muerte del anterior Lord Yronwood. Quentyn fue nombrado caballero y trabó gran amistad con Cletus Yronwood, el hijo mayor de Lord Anders.
Acompañado por Cletus Yronwood, Gerris Drinkwater, William Wells, Archibald Yronwood y un maestre llamado Kedry, Quentyn viaja hacia Essos con la intención de casarse con Daenerys Targaryen. El príncipe Doran envió en secreto a Quentyn con esa misión para proporcionar a Daenerys el apoyo de Dorne para conseguir el Trono de Hierro.
Quentyn y sus compañeros llegan a Volantis, donde se descubre que el maestre Kedry, Cletus Yronwood y William Wells murieron cuando unos piratas atacaron la nave en la que viajaban. Intentan convencer a algún capitán de que les lleve a la Bahía de los Esclavos, pero ninguno acepta. Como manera de viajar, Quentyn, Ser Gerris y Ser Archibald se unen a la compañía mercenaria de los Segundos Hijos, que se dispone a partir hacia Meereen para luchar contra Daenerys. Quentyn y sus acompañantes llegan hasta Meereen donde se presentan ante Daenerys con sus verdaderas identidades. Quentyn le presenta a Daenerys el pacto que su tío Oberyn firmó con Ser Willem Darry hacía 15 años: en él se pactaba que su hermano Viserys Targaryen se casaría con la princesa Arianne Martell, pero que debido a la muerte de Viserys los planes cambiaron y es Quentyn quien se postula para ofrecerle el apoyo de Dorne. Daenerys, que no se siente atraída por Quentyn y tampoco quiere abandonar Meereen, rechaza de forma cortés la oferta.
Quentyn no se da por vencido y, una vez que Daenerys se ha marchado a lomos de Drogon y Meereen pasa a estar controlado por Hizdahr zo Loraq, decide conseguir a uno de los dragones para demostrar su valía a Daenerys e ir en su búsqueda. Junto a sus compañeros y con la ayuda de algunas Bestias de Bronce y la Compañía de los Segundos Hijos, se infiltra en el pozo donde se esconden Rhaegal y Viserion, dos de los dragones de Daenerys. Intenta domar a Viserion, pero no se percata de que Rhaegal está a su espalda y este lo calcina con su fuegodragón. Quentyn acaba muy malherido, con la piel completamente carbonizada y en estado agonizante, muriendo finalmente.

### Trystane Martell
El príncipe Trystane Nymeros Martell es el segundo hijo del príncipe Doran Martell y de su segunda esposa, Mellario de Norvos. Es el actual prometido de la princesa Myrcella Baratheon.
Nació alrededor del año 287 DC, sus padres se separaron tras su nacimiento debido a que su madre no se adaptó a las costumbres de Dorne.
Para evitar que Dorne pudiera apoyar a alguno de los pretendientes a Rey de los Siete Reinos que habían surgido en la Guerra de los Cinco Reyes, la Mano del Rey en funciones, Tyrion Lannister, decidió comprometer a la princesa Myrcella con Trystane. El príncipe Doran acepta el compromiso y Myrcella se traslada a vivir junto a Trystane como pupila del propio Doran.
Trystane y Myrcella desarrollan una relación cercana y amistosa, siendo compañeros de juegos habituales.

#### Adaptación televisiva
En la adaptación televisiva de la HBO, Game of Thrones, el personaje de Trystane es interpretado por el actor Toby Sebastian. En ella, los personajes de Arianne Martell y de Quentyn Martell son omitidos, así que Trystane pasa a ser el heredero y único hijo del príncipe gobernante Doran (Alexander Siddig). Trystane es representado también con una mayor edad; en la serie, los personajes de Trystane y Myrcella (Nell Tiger Free) están enamorados y pasan el día juntos.
La princesa Myrcella es asesinada cuando volvía de regreso a Desembarco del Rey por Ellaria Arena (Indira Varma). Si llega a tomar conocimiento de dicha muerte es incierto. Antes de retornar a Dorne,  él mismo es asesinado por las Serpientes de Arena, como parte del plan de Ellaria y las Serpientes para provocar la guerra entre Dorne y el Trono de Hierro.

### Serpientes de Arena
Las Serpientes de Arena es el nombre que reciben las ocho hijas bastardas que tuvo el personaje del príncipe Oberyn Martell con diversas mujeres, entre ellas Ellaria Arena. Su nombre proviene del apodo del príncipe Oberyn, la Víbora Roja. Hacen su primera aparición en el volumen Festín de cuervos y se ha confirmado que cobrarán importancia en Vientos de invierno.
En la adaptación televisiva de HBO, Game of Thrones, son representadas las tres hijas mayores de las Serpientes de Arena: Obara, Nymeria y Tyene, las demás han sido omitidas.

#### Miembros
- Obara Arena: Hija de una prostituta de Antigua. Es una guerrera que domina la lanza y el látigo. Es interpretada por la actriz Keisha Castle-Hughes en la adaptación televisiva Game of Thrones.

- Nymeria Arena: Hija con una mujer noble de Volantis. Descrita como una mujer esbelta y muy bella, tan letal como su hermana mayor aunque no lo aparente. Es interpretada por la actriz Jessica Henwick en la adaptación televisiva Game of Thrones.

- Tyene Arena: Hija de una septa. Oculta una personalidad peligrosa bajo una fachada dulce y pía. Es interpretada por la actriz Rosabell Laurenti Sellers en la adaptación televisiva Game of Thrones.

- Sarella Arena: Hija con una capitana de buque procedente de las Islas del Verano. Al parecer se halla fuera de Dorne.

- Elia Arena: Primera hija bastarda de Oberyn y Ellaria Arena. Es una experta en la lanza, al igual que su padre.

- Obella Arena: Segunda hija bastarda de Oberyn y Ellaria Arena.

- Dorea Arena: Tercera hija bastarda de Oberyn y Ellaria Arena.

- Loreza Arena: Cuarta hija bastarda de Oberyn y Ellaria Arena. Regresa a Sotoinferno, bastión de la Casa Uller, junto a su madre.

Tras la muerte de su padre, comienzan a presionar al Príncipe Doran para declarar la guerra al Trono de hierro, y comenzaron a agitar a la población de Dorne. 
Preocupado porqué esta revuelta vaya a crear más problemas en el desierto, el Príncipe Doran las confina en el castillo en Lanza del Sol, con la excepción de Sarella, que se encontraba en Antigua. Las más jóvenes, sin embargo, fueron aisladas en los Jardines del Agua con su madre, para evitar que sean utilizadas por sus hermanas mayores.
En Danza de Dragones son liberadas y Doran pone a las mayores (excepto Sarella) al corriente de sus planes. Nymeria acompañará a Myrcella Baratheon de vuelta a Desembarco del Rey y ocupará el lugar en el Consejo Real que ha sido ofrecido a Doran. Tyene irá también a Desembarco, pero como septa, para intentar acercarse al nuevo Septón Supremo.

## Miembros históricos

### Príncipes gobernantes
- Morgan: guerrero ándalo que le considera el fundador de la Casa Martell al hacerse con unas tierras en la costa de Dorne.

- Mors: señor de Lanza del Sol durante la llegada de los Rhoynar, Mors se casó con la reina Nymeria y juntos sometieron a los demás lores de Dorne. Mors falleció a manos del rey Yorick V Yronwood en una batalla.

- Meria: princesa de Dorne cuando la llegada de Aegon el Conquistador. Meria se negó a rendirse y mantuvo la resistencia contra los Targaryen. Falleció en el año 13 DC, en plena guerra entre Dorne y los Targaryen.

- Nymor: príncipe de Dorne, sucedió a su madre, la anciana Meria. Nymor logró firmar la paz con Aegon el Conquistador y conservar la independencia de Dorne del Trono de Hierro.

- Deria: princesa de Dorne, sucedió a su padre Nymor, gobernando durante el reinado de Aenys I Targaryen. Fue Deria quien llevó la propuesta de paz a Aegon el Conquistador.

- Morion: príncipe de Dorne, planeó una guerra contra el Trono de Hierro en un plan conjunto de invasión con piratas y mercenarios. Falleció en la Cuarta Guerra Dorniense.

- Mara: princesa de Dorne, sucedió a Morion tras su muerte luchando contra los Targaryen.

- Qoren: príncipe de Dorne durante el reinado de Viserys I Targaryen y la Danza de los Dragones. Se alió con el Reino de las Tres Hijos para evitar la conquista Targaryen de los Peldaños de Piedra y se negó a unirse a ningún bando durante la Danza.

- Aliandra: princesa de Dorne, sucedió a su padre Qoren. Era conocida por su espíritu ardiente y aventurero.

- Maron: príncipe de Dorne durante el reinado de Daeron II Targaryen, su matrimonio con una princesa Targaryen significó la unión de Dorne con el Trono de Hierro; sin embargo, los Martell siguieron conservando el título de «Príncipes».

### Otros miembros
- Mariah: hija del príncipe de Dorne, su casamiento con Daeron II Targaryen significó la unión de Dorne con el Trono de Hierro.

- Lewyn: miembro de la Guardia Real durante el reinado de Aerys II Targaryen, fue el tío del príncipe Doran Martell. Falleció combatiendo en la Batalla del Tridente, durante la Rebelión de Robert.

- Elia: hermana del príncipe Doran Martell, contrajo matrimonio con el príncipe Rhaegar Targaryen. Fue asesinada durante el Saqueo de Desembarco del Rey a manos de Ser Gregor Clegane, después de ser violada.

- Datos: Q1410912